# Duveholmssjön
Duveholmssjön är en sjö i Katrineholms kommun i Södermanland och ingår i Nyköpingsåns huvudavrinningsområde. Sjön är 6,7 meter djup, har en yta på 1,04 kvadratkilometer och befinner sig 28,1 meter över havet. Sjön avvattnas av vattendraget Nyköpingsån (Skräddartorpsån).
Duveholmssjön är tillsammans med Djulösjön en av två populära badsjöar i anslutning till Katrineholms tätort och utgör dessutom tillsammans med andra sammanhängande vattendrag en populär tur för paddlare. Sjön har sitt namn efter Duveholms herrgård.

## Delavrinningsområde
Duveholmssjön ingår i delavrinningsområde (654049-152129) som SMHI kallar för Utloppet av Duveholmssjön. Medelhöjden är 40 meter över havet och ytan är 7,47 kvadratkilometer. Räknas de 61 avrinningsområdena uppströms in blir den ackumulerade arean 1 470,53 kvadratkilometer. Avrinningsområdets utflöde Nyköpingsån (Skräddartorpsån) mynnar i havet. Avrinningsområdet består mestadels av skog (17 procent). Avrinningsområdet har 1,03 kvadratkilometer vattenytor vilket ger det en sjöprocent på 13,8 procent. Bebyggelsen i området täcker en yta av 3,91 kvadratkilometer eller 52 procent av avrinningsområdet.